# Paladins

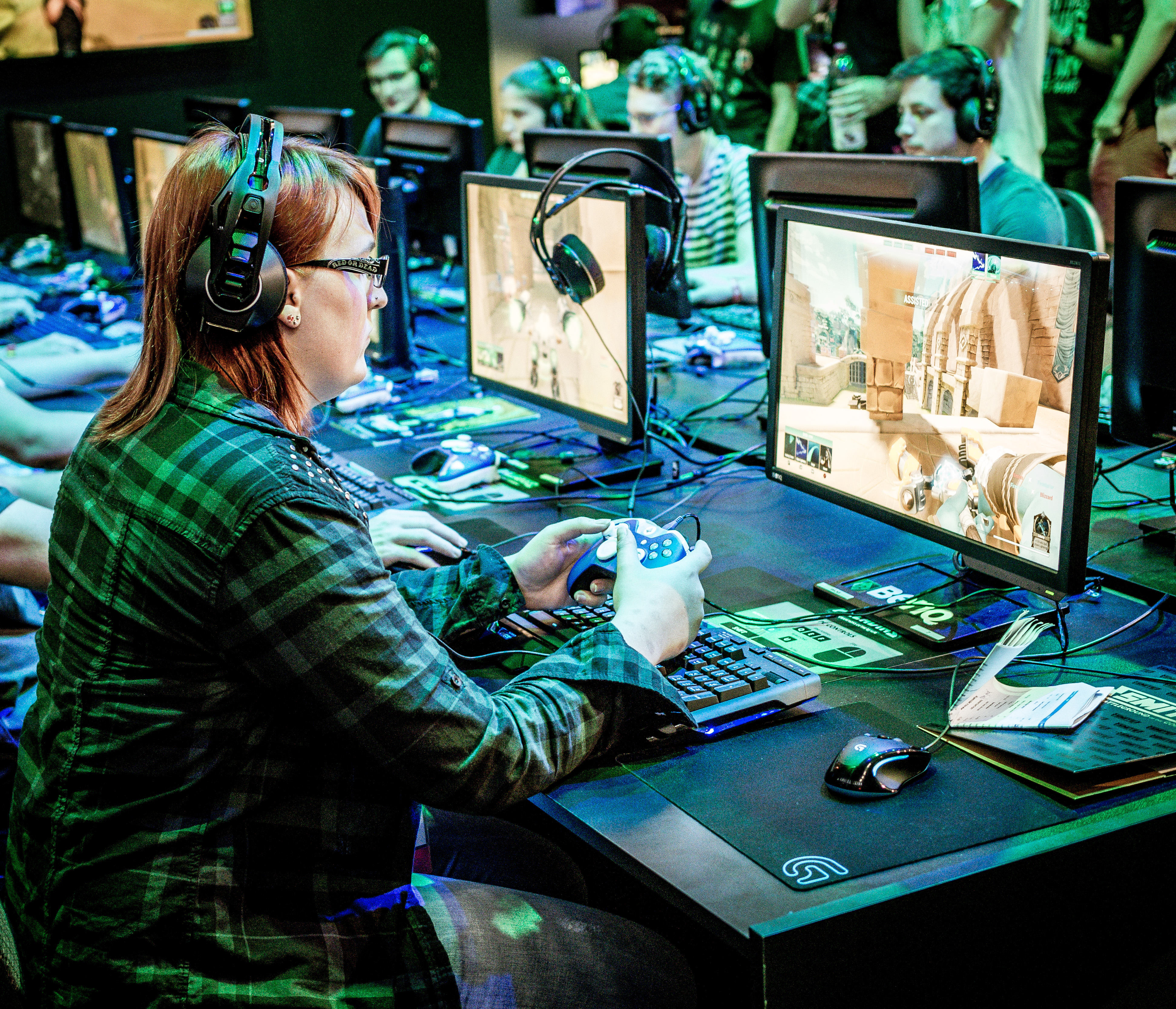
Paladins na Gamescom 2015

Paladins é um jogo eletrônico de tiro em primeira pessoa com multijogador online, baseado em equipes e gratuito para jogar, lançado como closed beta em 17 de novembro de 2015, e tendo seu beta aberto somente em 16 de setembro de 2016, dentro de uma semana do seu lançamento no Steam, o jogo havia atraído 750.000 (setecentos e cinquenta mil) downloads, de acordo com o International Business Times, foi um dos dez jogos mais populares pelos usuários no serviço. Cada jogador controla um campeão com diferentes habilidades, e eles são divididos em duas equipes que competem para alcançar objetivos.
Em resposta a acusações de que o jogo seja um clone de Overwatch, o Ex-COO da Hi-Rez Studios, Todd Harris, disse que "Apesar de Overwatch ser um belo jogo, não serviu de inspiração para Paladins. O desenvolvimento de um jogo é um processo interativo com ideias que aparecem de projetos passados. Para o gênero de shooters com heróis, o jogo que merece mais crédito é Team Fortress 2. Lançamos um jogo de tiro baseado nas classes de Team Fortress 2 chamado Global Agenda, em 2010. Paladins foi concebido como uma versão de fantasia de Global Agenda, e, das aproximadamente 85 habilidades de combate presentes atualmente em Paladins, a grande maioria veio desse jogo que fizemos há 10 anos.
Dado o marketing para Overwatch, muitas pessoas nem sequer perceberam que alguns dos nossos heróis, como o mecha (abreviatura para um tipo de robô gigante) Ruckus ou Evie, estavam disponíveis e jogáveis no beta de Paladins muito antes das habilidades de personagens serem mostradas em Overwatch. E funcionalidades específicas, como Baús, também foram demonstradas em Paladins antes de aparecerem em Overwatch. As pessoas que estiverem interessadas podem ver essas imagens de gameplay no YouTube e tirar as suas próprias conclusões." Team Fortress 2".
O jogo saiu do beta no dia 8 de maio de 2018 e recebeu muitas mudanças visuais graças a nova direção da empresa desenvolvedora do jogo. O diretor da Hi-rez, conhecido pelos jogadores como HirezChris, anunciou no dia 30 de abril de 2018 a retirada do beta do jogo abertamente para a comunidade do jogo. A celebração foi realizada no dia do lançamento do jogo na Twitch, com uma live que durou praticamente o dia inteiro, onde os jogadores teriam livre acesso no chat para conversar com a equipe desenvolvedora do jogo e com representantes da comunidade.

## Jogabilidade
Paladins é um jogo de tiro em primeira pessoa baseado em equipes que se foca em dois grupos de cinco jogadores cada, os quais competem por objetivos baseados em combate. O jogo é ambientado em mapas coloridos de fantasia sci-fi, onde cada jogador escolhe um campeão que não pode se repetir no mesmo time e nem ser trocado na partida. Cada campeão tem suas próprias armas, habilidades e estilo de luta; além disso, podem ser aprimorados e personalizados a partir de um sistema de cartas e skins. A interface de cada jogador é muito rentável e personalizável, como avatares e bordas personalizáveis para simbolizar o perfil do jogador; títulos ao atingir maestria nível 30 com um campeão, entre outros.

### Modos de jogo
- Cerco: Cerco é um modo de jogo baseado em 4 rodadas onde cada equipe trabalha para ganhar pontos de objetivo a fim de ganhar a partida. Haverá um ponto de captura localizado sempre no meio do mapa, para capturar o ponto ao menos deve ter um jogador dentro da área de captura. Cada equipe tem uma barra de progresso de captura separada que não será esgotada de forma alguma. Se os jogadores de ambas as equipes estiverem no raio do ponto de captura, nenhuma das duas equipes será capaz de fazer progresso até que seus oponentes sejam removidos da área.

- Chacina: Chacina é um modo de jogo no estilo Mata-Mata. Para ganhar é necessário que um dos times faça 400 pontos primeiro ou quando o tempo acabar o time com mais pontos vence, estar no controle do ponto no meio do mapa faz com que ganhe 2 pontos por segundo, matar um inimigo acrescenta 4 pontos.

- Mata-Mata: Mata-Mata tem como objetivo conseguir eliminar 40 pessoas na partida, com 2 times de 5 jogadores.

## Classes e Personagens
Os jogadores têm a possibilidade de jogar com mais de quarenta personagens (que no jogo, são chamados de campeões) diferentes, são divididos em quatro classes — Dano, Flanco, Tanque e Suporte. Com isso, para ter vantagem sobre o time adversário, precisam misturar essas classes e criar estratégias diferenciadas para atingir os objetivos do jogo.
- Tanque (ou linha de frente): Ash, Atlas, Azaan, Barik, Fernando, Inara, Khan, Makoa, Raum, Ruckus, Torvald, Terminus e Yagorath;

- Suporte: Corvus, Furia, Grohk, Grover, Io, Jenos, Mal'Damba, Pip, Rei, Seris e Ying;

- Dano: Bomb King, Cassie, Dredge, Drogoz, Imani, Kinessa, Lian, Octavia, Saati, Sha Lin, Strix, Tiberius, Tyra, Viktor, Vivian e Willo;

- Flanco: Androxus, Buck, Evie, Koga, Lex, Maeve, Moji, Skye, Talus, VII, Vatu, Vora e Zhin.

A classe de tanque (ou linha de frente) tem como objetivo proteger aliados e garantir a disputa pelo ponto. A classe de suporte, tem como principal função deixar seus aliados o máximo de tempo possível vivos curando-os, mas embora muita gente pense que os suportes só servem pra curar, eles podem também usar controle coletivo (controle coletivo é qualquer habilidade de efeito em área ou que afete mais de um personagem e tenha como principal característica imobilizar, deslocar ou causar lentidão). A classe de Dano tem como função eliminar os inimigos, deixando a captura do ponto mais viável. E por fim, A classe de flanco, também tem como função eliminar os inimigos, flanqueando pelas laterais, não significando necessariamente que tenha que ser furtivamente. 